# Acte sacramental
Un acte sacramental és una peça teatral religiosa que només consta d'un tema eucarístic que es representava entre els segles xvi i xviii el dia de Corpus Christi, amb una gran expectació.
La millor descripció que s'ha fet d'un acte sacramental són aquests versos de Lope de Vega i Pedro Calderón de la Barca:
"Y ¿qué son autos?
Comedias
honor y gloria del pan
que tan devota celebra
esta coronada Villa
por su alabanza sea
confusión de la herejía
y gloria de la fe nuestra
todas historias divinas"

## Història
En els seus orígens, l'acte era una representació teatral tant de caràcter religiós com profà; a l'edat mitjana els actes també rebien el nom de misteris o moralitats, sobretot quan eren religiosos; des de la segona meitat del segle xvi van començar a anomenar-se autos sacramentales.
L'acte sacramental desenvolupa una relació entre els personatges simbòlics que encarnen conceptes i sentiments humans immersos en mig d'una luxosa escenografia per desenvolupar una idea al·legòrica de caràcter teològic o filosòfic. Els elements reals van perdre cada vegada més la seva realitat i la seva referència al temps, fins i tot. L'acte sacramental no disposa de noció de temps, i per això es constitueix en el pol oposat a l'entremès, impregnat per la vida realista concreta. Aquesta irrealitat i va imposar l'atac dels autors del Neoclassicisme al segle xviii. Tot i això, alguns autors moderns, en particular els de la Generació del 27 i posteriors, han intentat revitalitzar el gènere: Rafael Alberti i Miguel Hernández, amb Quién te ha visto y quién te ve i Sombra de lo que eras van escriure actes sacramentals i Gonzalo Torrente Ballester, posteriorment.
L'origen d'un auto al·legòric s'ha de buscar a l'Auto de la Pasión de Lucas Fernández publicat cap al 1500. Fernández introdueix alguna innovació respecte als procediments de Juan del Enzina, que és aprofitada després per Gil Vicente en el seu Auto pastoril castelanho (1502); a més, aquest autor portuguès fa un altre pas en l'Auto de la sibila Casandra, en el qual abandona la submissió als límits cronològics. A més, segons d'hispanista Ludwig Pfandl, els actes sacramentals són els únics drames veritablement simbòlics. Presenten la vida al·legòrica i, per tant, perceptible pels sentits, al conjunt dogmàtic del Catolicisme; contenen el món i la naturalesa, els afectes i els sentiments, la intel·ligència, la voluntat i la imaginació com a potències de l'ànima, la història religiosa i la profana, el passat, el present i el futur com a conjunt de l'Església, purgant, militant i triomfant, sota el sostre protector d'aquella catedral d'idees; ajunten l'univers i la humanitat en una gran paràbola.
No hi ha un auto sacramental consagrat a la festivitat del Corpus Christi, pròpiament, fins a la Farsa sacramental d'Hernán López de Yanguas (1520-1521). La trajectòria de l'acte comença a agafar importància entre 1525 i 1550. Diego Sánchez de Badajoz és el primer a perfilar una acció eucarística, encara que es limita a narrar-la i no fa intervenir personatges al·legòrics; un altre pas més el marca l'Auto de los hierros d'Adán del Códice, perquè l'únic personatge real és Adán, que es mou entre deu símbols personificats (el Libre Albedrío, el Deseo, el Trabajo, la Ignorancia, la Fe, la Sabiduría, la Esperanza, la Caridad, el Error i la Misericordia). L'enumeració d'aquests personatges il·lustra els rols abstractes que arribarà a aconseguir l'acte en el segle que va des de 1550 a 1650. Posteriorment, hem de destacar els noms de Juan de Timoneda, Lope de Vega, Antonio Mira d'Amescua, Tirso de Molina i José de Valdivielso, precursors influenciats pel gran mestre del gènere, Pedro Calderón de la Barca.

## Tipus d'actes sacramentals
La classificació dels actes sacramentals i alguns exemples de les obres.
- Filosòfics i teològics: El gran teatro del mundo, El veneno y la triaca, La vida se sueño.
- Antic Testament: Sueños hay que son verdad, La cena de Baltasar.
- Nou Testament: Tu prójimo como a ti mismo, basada en la paraula del Bon Samarità.
- Històric llegendari: La devoción de la misa.
- Mitològics: Los encantos de la culpa, El divino Orfeo.